# فقط ما دوتا (آلبوم سیکرت گاردن)
فقط ما دوتا (انگلیسی: Just the Two of Us) هشتمین آلبوم استودیویی سیکرت گاردن است که در سال ۲۰۱۳ منتشر شد.
این آلبوم کاملاً بی‌کلام شامل اجراهایی از برخی از محبوب‌ترین ترانه‌های سیکرت گاردن که به‌عنوان تنظیم‌های دو نفره بازبینی شده‌اند، به‌همراه دو قطعهٔ جدید است: قطعهٔ هم‌عنوان «فقط ما دوتا» و «ضمناً».
رولف لولاند در توصیف این آلبوم گفته‌است که «موسیقی ما همیشه فقط با ما دو نفر شروع می‌شود - رولف و فینوآلا. حتی زمانی که با یک قطعهٔ کامل روی صحنه اجرا می‌کنیم؛ بنابراین طبیعی و خوب است که برخی از موسیقی‌هایمان را در صمیمی‌ترین و ساده‌ترین نسخه اجرا کنیم – آن مکان موزیکال که سیکرت گاردن در آن متولد شد.»
این آلبوم در زمان رونمایی در رتبهٔ هفتم جدول آلبوم‌های برتر نیو ایج بیلبورد قرار گرفت.

## فهرست قطعه‌ها
| شماره | عنوان                  | مدت  |
| ----- | ---------------------- | ---- |
| ۱     | گاهی وقتی باران می‌بارد | ۴:۳۲ |
| ۲     | قلب‌ریسه‌ها              | ۳:۲۰ |
| ۳     | بیداری                 | ۳:۵۷ |
| ۴     | وعده                   | ۳:۲۲ |
| ۵     | انعکاس                 | ۳:۰۴ |
| ۶     | قصیده‌ای برای سادگی     | ۳:۲۷ |
| ۷     | شعر                    | ۳:۴۲ |
| ۸     | سورتی                  | ۳:۳۹ |
| ۹     | فقط ما دوتا            | ۳:۵۴ |
| ۱۰    | آوازی از باغ مخفی      | ۳:۱۹ |
| ۱۱    | ضمناً                   | ۳:۱۲ |
| ۱۲    | پاپیون                 | ۳:۱۹ |
| ۱۳    | تعلق                   | ۴:۰۸ |
| ۱۴    | عاشقانه‌ای برای بهار    | ۳:۰۲ |
| ۱۵    | ترانه‌ای در پایان روز   | ۳:۴۱ |